# NGC 508
NGC 508 is een elliptisch sterrenstelsel in het sterrenbeeld Vissen. Het hemelobject ligt 230 miljoen lichtjaar (70,4×106 parsec) van de Aarde verwijderd en werd op 12 september 1784 ontdekt door de Duits-Britse astronoom William Herschel.

## HD 8347
Vanaf de aarde gezien bevindt het stelsel NGC 508, evenals de stelsels NGC 503 en NGC 507, zich schijnbaar in de buurt van de ster HD 8347. Amateurastronomen kunnen HD 8347 aanwenden als gidsster om deze drie stelsels op te sporen.

## Synoniemen
- GC 295
- 2MASX J01234058+3316502
- Arp 229
- H 3.160
- h 109
- MCG +05-04-045
- PGC 5099
- UGC 939
- VV 207b
- ZWG 502.68